# Ancien commissariat de police de Douala
L'ancien commissariat de police de Douala est un monument situé dans le quartier administratif de Bonanjo.

Le bâtiment est aujourd'hui occupé par les services administratifs de la Marine marchande.

## Histoire
Le poste de police est le site où le roi Rudolf Douala Manga Bell et son assistant Adolf Ngosso Din ont été condamnés à mort et exécutés le 8 août 1914. 
Les deux hommes ont été condamnés à la suite de leur ferme opposition au décret de juin 1910 du gouverneur Ebermaier et ordonnant l'expropriation et la réinstallation des indigènes de Joss, Bonapriso, Akwa et Deïdo. Les Allemands ont décidé de saisir la terre le long des rives de la rivière Wouri, violant ainsi la clause de souveraineté qui laissait la terre aux indigènes comme spécifié dans le traité signé le 12 juillet 1884 entre les rois Duala et les autorités allemandes. 
D'un autre côté, une zone tampon d'un kilomètre ou «Zone Freie» a été établie entre les Blancs et les Noirs. Des sites de relogement ont ensuite été créés pour les personnes déplacées: Neu Bell, Neu Akwa et Neu Deïdo. 
De 1912 à 1914, à la demande du Conseil vernaculaire Ngondo, Rudolf et son assistant ont appelé à une mobilisation générale au Cameroun et en Allemagne afin de défendre leurs droits devant le Reichstag, le parlement allemand. 
Néanmoins, les premières expropriations ont commencé en décembre 1913. En mai 1914, sous l'hypothèse d'un faux document qui aurait été délivré par le roi Bell et adressé au sultan Njoya, qui aurait plaidé pour une alliance avec l'Angleterre, les deux manifestants ont été capturés, détenus détenu dans ce commissariat, condamné pour trahison et pendu le 18 août 1914. 
Il ne reste que cette souche de l'arbre sur lequel ils ont été pendus. La Première Guerre mondiale venait de commencer en Europe. Alors que des navires de guerre hostiles naviguaient vers le Cameroun, les Allemands ont accéléré le procès afin de faire face aux assauts attendus de l'ennemi. 
Dans le même temps, dans le but de neutraliser une opposition interne croissante, 180 indigènes ont été pendus peu après Rudolf et Ngosso Din. En septembre 1914, avec l'aide de piroguiers Duala, les troupes françaises et anglaises pénètrent dans le chenal bloquées par des navires détruits par les Allemands.

En 2006, le bâtiment est mis en valeur par une enseigne urbaine réalisée par doual'art et dessinée par Sandrine Dole; l'enseigne présente une image historique du bâtiment et une description de son histoire.